# Leon Črnčič
Leon Črnčič (2 marzo 1990) è un calciatore sloveno, attaccante dello Sveti Jurij.

## Carriera

### Club
Cresciuto calcisticamente nell'Aluminij, con cui esordisce nella Seconda Divisione slovena, nell'estate 2009 viene acquistato dall'Atalanta, che lo colloca nella propria formazione Primavera.
Nell'estate 2010 si svincola dalla squadra bergamasca e si trasferisce al Leicester City, nella Football League Championship, secondo livello calcistico inglese.
Dopo un anno, nel quale non scende mai in campo in gare ufficiali, torna in patria nel Rudar Velenje, squadra della massima serie slovena, con cui nella stagione 2011-2012 mette a segno 4 gol in 27 partite di campionato. Viene riconfermato anche per la stagione successiva.
Nella stagione 2014-2015 ha esordito nelle coppe europee, giocando 2 partite entrambe da titolare nei preliminari di Europa League.

### Nazionale
Nel 2009 ha rappresentato la propria nazione agli europei Under-19 svoltisi in Ucraina.
Nello stesso anno ha debuttato nella categoria Under-21, con la quale ha disputato due partite di qualificazione all'Europeo di categoria del 2011. Nella partita di debutto, contro Malta, Črnčič è entrato nel secondo tempo ed ha segnato il gol vittoria; ha disputato anche la partita seguente contro la Francia, da titolare. Complessivamente ha giocato 5 partite in Under-19 e 14 nell'Under-21.